# تيك-تو إنترأكتيف
تيك-تو إنترأكتيف (بالإنجليزية: Take-Two Interactive)‏ هي شركة أمريكية ناشرة ومطورة وموزعة لألعاب الفيديو، المقر الرئيسى للشركه يقع في مدينة نيويورك، ويُوجد لها أيضًا مقر رئيسى عالمي في وندزر، بيركشاير، المملكة المتحدة. تيك-تو إنترأكتيف تمتلك بشكلٍ كامل كلّ من شركة روكستار جيمز وشركة تو كي جيمز. تقع أستوديوهات التطوير في أماكن عدَّة كـ سان دييغو، كاليفورنيا، فانكوفر، تورونتو ونوفاتو، مارين، كاليفورنيا. تيك-تو قامت بتطوير ونشر عدَّة ألعاب معروفة وَالتي تتضمن سلسلتها الشهيرة غراند ثفت أوتو وسلسلة ميد نايت كلوب وسلسلة مان هنت وسلسلة بايوشوك. كمالك لـ تو كي جيمز فإنَّ تيك-تو تقوم بنشر العنوان المحبوبة لشركتها التابعة تو كي سبورتس.

## تاريخ الشركة

### 2000-1993: التأسيس وبداية النمو
تمَّ تأسيس "تيك-تو إنترأكتيف" في 30 سبتمبر 1993 بواسطة رايان برانت، ابن بيتر برانت. كانَ برانت يعمل معَ والده في المسائل التجارية، ولكنَّ أراد أنَ يشق طريقه الخاص، وقرر إنشاء شركة لنشر ألعاب الفيديو. صرح برانت أنَّه "أردت الدخول في عمل تجاري حيثُ يمكنني زيادة رأس المال كشخص أصغر سنًا. في مجال التكنولوجيا، يتوقع الناس منك أنَ تكون شابًا. تمَّ إنشاء تمويل أولي لإنشاء الشركة بقيمة 1.5 مليون دولار أمريكي من العائلة والمستثمرين من القطاع الخاص.
بدءًا الشركة بالعبة «النجم الصليبي» في عام 1993، وحققت «تيك-تو» أول نجاح كبير لَهُ داخل الألعاب التي تتضمن فيديو كامل الحركة معَ ممثلين مشهورين يؤدون الحركات. بعدَ النجاح الذي حققه فريق التطوير ميكاديوس في لعبة «لقاء ديدالوس» الذي ظهرت فيهِ المُمثِّلة تيا كاريري. استأجرت شركة «تيك-تو» المُمثِّل والمخرج الأمريكيّ دينيس هوب، لتمثيل أجزاء من لعبة «هيل: أسايبربانك ثريلر» عام1994، والذّي باعت أكثر من 300000 نسخة خِلال العام التالي وحقق أرباحًا للشركة. وقدمت الشركة لعبة «ريبر» عام 1996، وَالتي تمَّ إنفاق 625.000 دولار أمريكيّ من ميزانيتها البالغة 2.5 مليون دولار أمريكيّ لتوظيف ممثلين مثل كريستوفر واكن، وبيرجس ميريديث، والممثلة كارين ألين. أدَّى نجاح كلّ من هذه الألعاب، بِالإضافة إلى ألعاب أخرى، إلى اتفاقية نشر بين «تيك-تو» وأكليم إنترتينمينت لنشر ألعاب «تيك-تو»، وكذلك ضمان التوزيع الخارجي لألعابها. وحصل «تيك-تو» أيضًا على ترخيص معَ سوني إنتراكتيف إنترتينمنت لنشر ألعابها على أجهزة بلاي ستيشن.
حوالي عام 1996، كانت الشركة قد حقَّقت حوالي 10 ملايين دولار أمريكي، لكنّ برانت أراد توسيع الشركة بشكلٍ أكبر، وقام بأول عملية استحواذ على استوديوهز ميشن ونشر لعبتها «جيت فايتر 3» في عام 1996. قامت الشركة بإطلاق سوق الأوراق المالية (IPO) الخاص بها في في 15 أبريل 1997، حيثُ تمَّ إدراجها تحت رمز التداول TTWO في بورصة نازداك. اكتسبت الشركة حوالي 6.5 مليون دولار أمريكيّ إلى جانب 4 ملايين دولار أمريكيّ من سنادات صندوق المخاطرة. سمحت الأموال الإضافيَّة لشركة «تيك-تو» بالاستحواذ على شركة النشر الأوروبيَّة جيم تيك، وإستيديو ألترانتر رياليتي تكنولوجيست (الذي الذي تمَّ يغير اسمه إلى روكستار تورونتو)، وحصلت على حقوق التوزيع لجيم تيك دارك كلوني، وجابيرتي!، وألعاب عجلة الحظ. بِالإضافة إلى ذلك أستحوذت الشركة على إنفينتري مانجمينت، وكريتف ألاينس جروب، وألاينس إنفينتري مانجمينت، وهم ثلاث شركات لتوزيع ألعاب الفيديو ساعدت الشركة في توسيع ألعابها إلى سوق التجزئة.
في مارس 1998، أستحوذت «تيك-تو» على بي إم جي إنتراكتيف قسم نشر ألعاب الفيديو الخاص ببي إم جي إنترتينمنت، مقابل 1.85 مليون سهم (16٪ من الأسهم العادي «لتيك-تو»)، تبلغ قيمتها حوالي 14.2 مليون دولار أمريكي. في العام السابق، أصدرت شركة دي إم أي ديزاين، وبي إم جي إنترتينمنت لعبة «جراند ثفت أوتو»، وعلى الرغم من أدائها الماليّ الجيد ولكنَّها لم تحقق نجاحًا كبيرًا في أوروبا، إلَّا أنَّها أثارت جدلاً حول استخدام العنف في ألعاب الفيديو، وقام عضو مجلس الشيوخ جو ليبرمان بالتحدث بقوة ضدها. نظرًا لكثرة الجدل حول اللعبة، بدأَ برانت في الاستحواذ على بي إم جي للحصول على ملكية «جراند ثفت أوتو»، وفي الوقت نفسه، اتصل بسام هاوسر، ودان هاوسر من بي إم جي (وكلاهما لَهُ دور فعال في نقل «جراند ثفت أوتو» إلى السوق). قام تيري دونوفان وجيمي كينج بتأسيس علامة تجاريَّة جديدة داخل «تيك-تو»، تُسمى روكستار جيمز لتطوير المزيد من العناوين المشابِهة لها. معَ حقوق «جراند ثفت أوتو»، سعت «لتيك-تو» نشرها إلى أمريكا الشمالية، وأصبحت اللعبة أول نجاح مالي لـ «لتيك-تو» معَ بيع أكثر من 1.5 مليون نسخة.
بدأت «تيك-تو» أيضًا في الاستفادة من قدرات التوزيع، واكتسبت العديد من شركات التوزيع مثل دايركت سوفت أُستراليا لسوق أوقيانوسيا. والجدير بالذكرِ أنَّه في أغسطس 1998، أستحوذت «تيك-تو» على شركة جاك أوف أول جيمس، وهي شركة توزيع ألعاب أمريكيَّة مقابل 16.8 مليون دولار أمريكي. جمعت «تيك-تو» لاحقًا العديد من منافذ التوزيع الحاليَّة والمستقبلية تحت العلامة التجاريَّة جاك أوف أول جيمس.
في عام 1999، أستحوذت «تيك-تو» على دي أم أي ديزاين (أعيدت تسميتها إلى روكستار نورث)، واستثمرت في جاثرينق أوف ديفلوبرز، وبونجي (تمَّ نقلها في النهاية إلى إكس بوكس غيم ستوديوز). في سبتمبر، أستحوذت الشركة أيضًا على ترايد ديستربيتس، وجلوبل ستار سوفت وير، الموزع والناشر لألعاب الفيديو، على التوالي، وكلاهما تأسس في 1993 من قبل كريج ماكجولي، وداميان كريستاني ويعملان من نفس المكاتب في كونكورد، أونتاريو، معَ نفس فريق الإدارة.

### 2001 إلى 2006

شعار تيك-تو من 1999 إلى 2004

معَ روكستار، استثمرت تيك-تو في تطورات تكملات «جراند ثفت أوتو»، بما في ذلك «جراند ثفت أوتو 2» (1999) و«جراند ثفت أوتو 3» (2001) جنبًا إلى جنب معَ العروض الفرعية، «جراند ثفت أوتو: فايس سيتي» (2003) و«جراند سرقة السيارات: سان أندرياس» (2004)، وبحلول عام 2003، تجاوزت عائدات شركة تيك-تو 1 مليار دولار أمريكي. في عام 2004، دفعت شركة تيك-تو 22٫3 مليون دولار أمريكي إلى أتاري إس إيه لسلسلة الحقوق في "الحضارة".
في عام 2005، بدأت تيك-تو مجموعة من عمليات الاستحواذ، حيثُ أنفقت أكثر من 80 مليون دولار أمريكي لشراء مطوري الألعاب،  وكانت عملية الاستحواذ على استوديوهات التطوير فيجوال كونسبتس وكوش جيمز من سيجا مقابل حوالي 32 مليون دولار أمريكي في يناير 2005، إحدى أكبر عمليات الاستحواذ، حيثُ كانَا وراء العديد من ألعاب المُحاكاة الرياضية، التي تحمل علامة إي إس بي إن التجارية، وفي 2004 أبرمت تيك-تو صفقة معَ سيجا لِلمُساعدة في نشر علامات «تو كاي»، وقبل الاستحواذ على تيك-تو أعلنت إلكترونيك آرتس أنَّها حصلت على الحقوق الحصرية لإنشاء ألعاب فيديو الدوري الوطني لكرة القدم (NFL) وأبرمت اتفاقية مدتها خمسة عشر عامًا معَ إي إس بي إن، ممَّا أدَّى بشكلٍ فعال إلى قتل لقب «فيجوال كونسبتس» الخاص بإن إف إل وخفض قيمته ألعابها الأخرى، ودفع هذا القرار شركة سيجا للتخلي عن سوق الألعاب الرياضية، وأستحوذت تيك-تو على هذه الاستوديوهات والعلامات التجاريَّة الفريدة بما فيها العلامة التجاريَّة «تو كاي». وأنشأت تيك-تو علامة النشر تو كي جيمز الخاصّة بها للحفاظ على العلامة التجاريَّة «تو كاي»، ونقل العديد من الألعاب المخططة من علامة «جلوبال ستار» إلى «تو كاي»، وأعادت تيك-تو مواءمة الاستوديوهات الداخليَّة الحاليَّة الأُخرى «إيندي بنيت» و«فانم جيمز» و«بوب توب سوفت وير» و«فروج سيتي سوفت وير» و«تيك-تو لايسنسنج» ضمنَ هذا الهيكل الجديد.
بعدَ تشكيل علامة «تو كاي» أكملت تيك-تو عمليات الاستحواذ الرئيسيَّة الأخرى، حيثُ قامت بشراء «فيراكسيس جيمز» في نوفمبر 2005 مقابل حوالي 27 مليون دولار أمريكي؛  ودعمت تيك-تو الاستوديو لنشر «سيفليزيشن 4». وأستحوذت على إراشينال جيمز في يناير 2006 بحوالي 10 مليون دولار أمريكي،  وحينها كانَ إراشينال قد أبرم صفقة معَ تيك-تو لنشر اللعبة القادمة «بايوشوك»، وأصبحت إراشينال جزءًا من علامة تو كاي. كما أستحوذت على بام ديفلبمنت من «جايا كابيتال جروب» مقابل 11٫4 مليون دولار أمريكي، وأتاح لهم الوصول إلى سلسلة "Top Spin" لألعاب التنس.
وخِلال هذه الفترة بدأت هيئة الأوراق المالية والبورصات الأمريكية (SEC) بفحص سجّلات أعمال تيك-تو بناءً على شكاوى مقدمة منذُ عام 2001 وَالتي تفيد بعدم مطابقة أرباح تيك-تو معَ أرقام مبيعات الألعاب التي أبلغت عنها مجموعة إن بي دي، ووجدت الشكوى الرسميَّة التي قدمتها هيئة الأوراق الماليَّة والبورصات أنَ الشركة زعمت بيعها منتجًا للموزعين على أنَّه «صفقة انتظار» لمدَّة ربع سنة، لزيادة عائداتها بشكلٍ مصطنع للمستثمرين، وَالتي قدرت بنحو 60 مليون دولار أمريكي. وبعدَ إصدار هيئة الأوراق الماليَّة والبورصات للشكوى في عام 2005، وافقت شركة تيك-تو على دفع غرامة تبلغ 7٫5 مليون دولار أمريكي، ودفع برانت وغيره من المديرين التنفيذيين غرامات يبلغ مجموعها حوالي 6٫4 مليون دولار أمريكي. وكانَ برانت قد استقال من منصبه كرئيس تنفيذي ليظل رئيسًا لمجلس الإدارة حتَّى عام 2004، وبعد ذلك أصبح نائب رئيس الإنتاج، حيثُ منعته لجنة الأوراق الماليَّة والبورصات من العمل كمسؤول أو مدير لشركة عامة، وفي أكتوبر 2006 أستقال برانت من الشركة بعدَ إجازة عجز لمدَّة أربعة أشهر بسببِ ضعف الظهر.
في 2007 وجد تحقيق منفصل أجرته لجنة الأوراق الماليَّة والبورصات مشكلات أُخرى معَ برانت واثنين من المديرين التنفيذيين الآخرين في الشركة، حيثُ وجدت لجنة الأوراق الماليَّة والبورصات أنَ برانت قد تلقى خيارات تأجيل (تلقي الأسهم عندما يكون سعرها مرتفع وتأريخ ملكيتها إلى الوقت الذي يتمَّ فيهِ تسعيرها بسعر منخفض) بأكثر من 2.1 مليون سهم، وأقرَّ برانت بأنَّه مذنب بتزوير السجلات التجارية، لكنّه وافق على التعاون معَ لجنة الأوراق الماليَّة والبورصات وبدلاً من خضوعة لأربع سنوات في السجن، تمَّ تغريمه 7٫3 مليون دولار أمريكي ومُنع من تولي أية «مناصب إدارية أو رقابية» في شركة مساهمة عامة. وتُوفيَّ برانت في مارس 2019 عن عمر يناهز 49 عامًا.
كانَ الأمر الأكثر إثارة للقلق في تيك-تو خِلال هذه الفترة هي الإجراءات القانونيَّة المتخذة ضدَّ «هوت كافي» وهو تعديل (مود) صُنع للعبة «جراند ثفت أوتو: سان أندرياس» وفتح مشهدًا جنسيًا مصورًا مخفيًا تمَّ تضمينه في اللعبة، ومن بين الإجراءات المتخذة ضدَّ تيك-تو تحقيق أجرته لجنة التجارة الفيدرالية بشأن الإعلانات الخادعة، وَالتي استقرت عليها تيك-تو وروكستار في عام 2006 بشأن الغرامات المفروضة على أي انتِهاكَاتٍ مُستقبليَّة لتصنيفات المحتوى. وأكملت تيك-تو التسوية المتعلّقة بالدعاوى الجماعيَّة المرفوعة ضدها في عام 2005 بشأن تعديل «هوت كافي» بمبلغ 20٫1 مليون دولار أمريكي، بِالإضافة إلى دعوى قضائيَّة جماعية رفعها المساهمون بشأن الخيارات التي يرجع تاريخها إلى الاحتيال في سبتمبر 2009.

### 2007 إلى 2008
في 2006 دمر حريق جزء من المقر الرئيسيّ للشركة تيك-تو في نيويورك، وفي أوائل يناير 2007 نقلت الشركة «المقر الرئيسيّ لتو كاي» إلى مقر بمساحة 65 ألف قدم مربع من المساحة في «هاملتون لاندينج» في نوفاتو، كاليفورنيا. وفي سبتمبر 2007 أقامت تيك-تو شراكة معَ نيكلوديون وأطلقت علامة تجاريَّة جديدة «تو كي جيمز» مخصصة لنشر العناوين المُناسبة للعائلة. وفي ديسمبر 2007 أنشأت تيك-تو شركة «تو كاي مارين» التي سميت على اسمُ مقاطعة مارين، ووسعت وجودها في هاميلتون لاندينج.

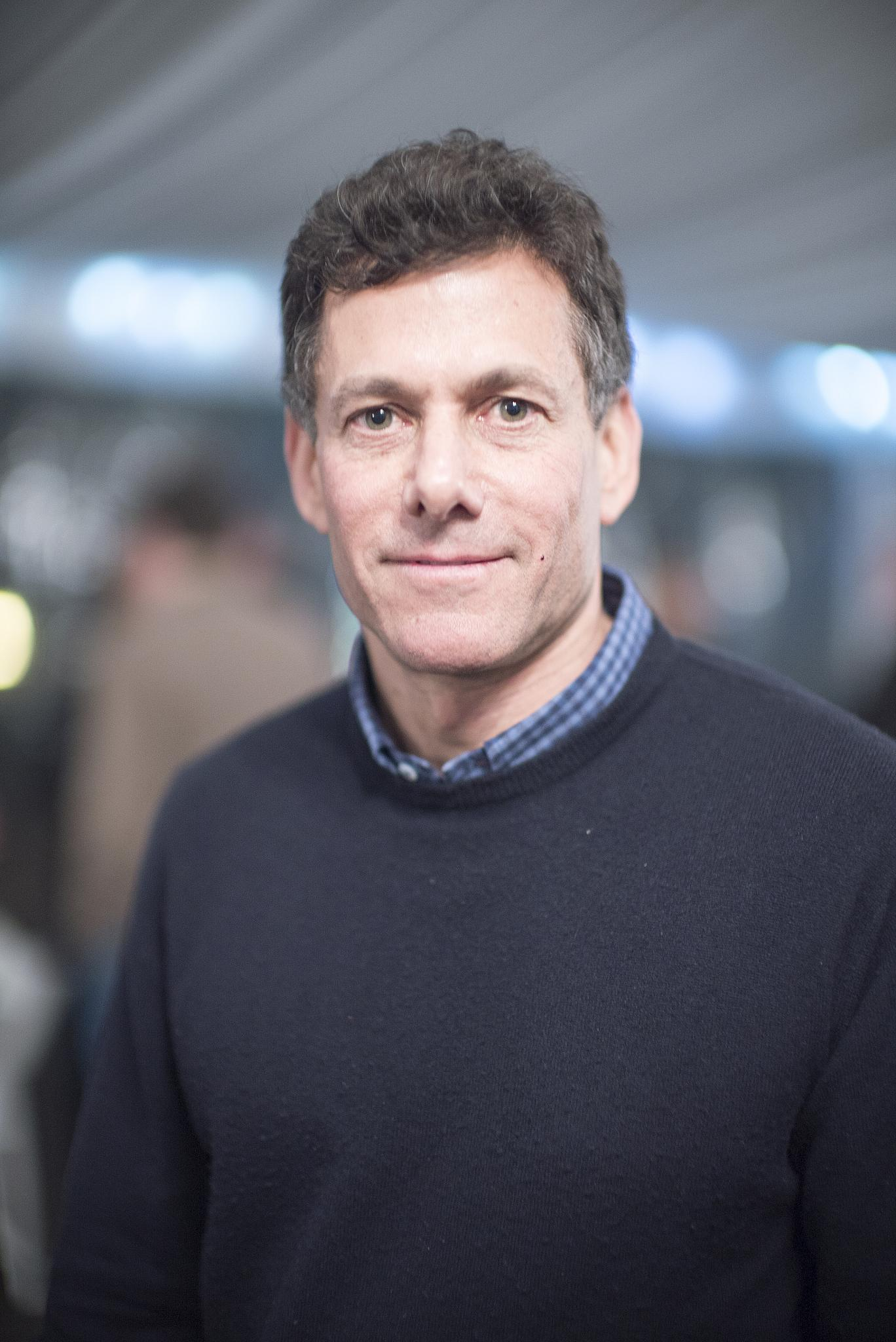
زيلنيك في عام 2015

بسببِ تحقيقات هيئة الأوراق الماليَّة والبورصات الْمُختَلِفَة والجدل حول «هوت كافي مود» ناقش المستثمرون في تيك-تو إمكانية تولي الشركة في اجتماع مجلس الإدارة القادم في مارس 2007، للإطاحة بإدارة الشركة الحالية، وكانت هُناك أيضًا مشكلات تتعلق بفشل تيك-تو في تحقيق أهداف إيراداتها، حيثُ خسرت 163٫3 مليون دولار أمريكي في 2006. وأستحوذ المستثمرون «أوبنهايمر فاندز إنك»، و«ساك كابيتال مانجمنت»، و«تودور إنفستمنت كورب»، و«دي شو فالينس بورتفوليوز»، و«زيلنيك ميديا» على 46٪ من أسهم الشركة في هذه المرحلة، وكانوا يتطلعون إلى تعيين «شتراوس زيلنيك» من «زيلنيك ميديا» رئيساً لمجلس الإدارة، وكانَ زيلنيك سابقًا رئيسًا ومديرًا تنفيذيًا لقسم أمريكا الشماليَّة في «بي إم جي» في وقتٍ بيع «بي إم جي إنتراكتيف» إلى تيك-تو، وكانَ زيلنيك مدير العمليَّات في توينتيث سينشوري فوكس والرئيس التنفيذيّ لشركة كرستال دينامكس. وأسس زيلنيك ميديا بعدَ سنوات قليلة في عام 2001 كشركة أسهم خاصَّة للتركيز على وسائل الإعلام والاستثمارات الترفيهيَّة التفاعلية. وصرح المحلل الصناعي «مايكل باتشتر» أنَ عملية الاستحواذ ستكون الأفضل لشركة تيك-تو، حيثُ إنَّ الإدارة الحاليَّة «تخلت تمامًا عن أي مسؤولية للإشراف على سياسة منح الخيارات». وحاول الرئيس التنفيذيّ الحاليّ «بول إيبيلر» الذي حل محل برانت بعدَ استقالته، العثور على مشتر لتيك-تو بعدَ أنَ قدم المستثمرون نواياهم إلى لجنة الأوراق الماليَّة والبورصات، بما في ذلك «إلكترونيك آرتس»،  ولكنَّه لم يتمكَّن من التفاوض على البيع قبل الاجتماع. وتمَّ الاتفاق على الاستحواذ بنجاح في 29 مارس 2007، وعُين «زيلنيك بن فيدر» الشريك في زيلنيك ميديا رئيساً تنفيذياً جديداً. وابتداءا من يوليو 2015 يُعدُّ «زيلنيك شتراوس» أكبر مساهم فردي من حيثُ القوَّة التصويتية.
أعلنت الشركة عن إعادة هيكلة كبيرة في منتصف عام 2007، معَ نقل مُلصقات «تو كاي» إلى «نوفاتو» وتمَّ تقييمٍ المناطق التنفيذيَّة والإداريَّة والتوزيع والمبيعات لمواءمتها حسب تخصص أعمالها بدلاً من الجغرافيا. وتخلت الشركة عن حوالي 5% إلى 15٪ من الموظَّفين البالغ عددهم 2100 موظفًا، وأغلقت بعض مكاتبها الأوروبيَّة، وبحثت عن الخروج من سوق التوزيع من خِلال البحث عن مشتري.
في منتصف فبراير 2008 قدمت إلكترونيك آرتس عرضًا للمُعاملات النقدية بقيمة 25 دولار أمريكيّ لكل سهم بقيمة حوالي 1٫9 مليار دولار أمريكي  إلى مجلس إدارة تيك-تو، وبعد رفضه قامت بتعديله إلى 26 دولار أمريكي للسهم. وفي ذلك الوقت بلغت قيمة سهم تيك-تو حوالي 10 دولار أمريكي. وقال جون ريتشيتيلو الرئيس التنفيذيّ لشركة إلكترونيك آرتس إنَّ إلكترونيك آرتس قد نظرت سابقًا في صفقة تيك-تو في العام السابق عندما اتصل بها بول إيبلر [الإنجليزية]،  ومعَ استحواذ أكتيفجن على فيفندي غيمز في ديسمبر 2007، كانت إلكترونيك آرتس تبحث عن إعادة تأمين أحد أفضل ناشري ألعاب الفيديو من خِلال الاستحواذ على تيك-تو. ولكنَّ زيلنيك والمساهمين رفضوا العرض، وقال زيلنيك «نحن لم نغلق الباب، إنما قلنا أنظر إن السعر ليس صحيحا والوقت خاطئ». وبعد نشر لعبة «جراند ثفت أوتو 4» في 29 أبريل 2008، كانَ الاستحواذ قد أنهى المُنافسة الرئيسيَّة لشركة إلكترونيك آرتس في ألعاب الفيديو الرياضية. وواصلت إلكترونيك آرتس تمديد عرض مزايدتها طوال عام 2008، وبحلول سبتمبر 2008 قرَّرت إلكترونيك آرتس التراجع وإنهاء العرض.

### 2008 إلى 2017
في سبتمبر 2008، أبرمت تيك-تو اتفاقية تعهيد معَ «ديتان للتوزيع» المملوكة لشركة سينرام الكندية المُتخصِّصة في تصنيع الوسائط البصرية، ومن خِلال الاتفاقيَّة قامت تيك-تو بإلغاء تحميل جميع مهام التوزيع من «جاك لجميع الألعاب» إلى ديتان،  وفي ديسمبر 2009 باعت تيك-تو «جاك لجميع الألعاب» لشركة ساينيكس [الإنجليزية] مقابل 43 مليون دولار أمريكي، وتُركت سوق التوزيع وركزت على التطوير والنشر.
في 2010 استقال «بين فيدر» من منصب الرئيس التنفيذي، وحل محله «زيلنيك» الذي لا يزال رئيس مجلس الإدارة والمدير التنفيذيّ للشركة. وفي يناير 2013 باعت تي إتش كيو حقوق سلسلة ألعاب المصارعة «دبليو دبليو إي» إلى تيك-تو. وبعدَ ذلك نشرت تو كاي سبورتس ألعاب «دبليو دبليو إي» تو كاي السنويَّة كجزء من تشكيلتها.
في حوالي عام 2013 بدأت تيك-تو في إعادة شراء حوالي 7.5 مليون سهم قائم للشركة (حوالي 10٪)، بناءً على توقعات الشركة بأنَّها ستظل مربحة خِلال السنوات العديدة القادمة. وقامت الشركة بإعادة شراء حوالي 12 مليون سهم من كارل ايكاهن [الإنجليزية] تعادل حوالي 11 ٪ من إجمالي الأسهم بمبلغ يقدر ب203 مليون دولار أمريكي. وكانَ يُنظر إلى إيكان على أنَّه يفضل بيع الشركة، وأدَّى ذلك إلى استقالة ثلاثة من أعضاء مجلس الإدارة الذين أوصى بهم إيكان في مجلس الإدارة. وفي سبتمبر 2013 أصدرت الشركة «جراند ثفت أوتو 5»، وَالتي بِيعَت 100 مليون مرَّة بحلول عام 2018، ممَّا جعلها واحدة من أنجح ألعاب الفيديو على الإطلاق وجلبت ما يقدر بنحو 6 مليار دولار أمريكي إلى تيك-تو، وزادت قيمة مخزونها بأكثر من 600٪.
في ديسمبر 2013 أعلن "بيل جيماس [الإنجليزية]" المحرر الرئيسيّ السابق في مارفل كومكس أنَّه انضم إلى «تيك-تو» لبدء «بصمة الخيال الجرافيكي». وأطلق بصمة دبل تيك كومكس (بالإنجليزية: Double Take Comics)‏ في أكتوبر 2014،  وَالتي لم تكن ناجحة وتمَّ إغلاقها في نوفمبر 2016. وحصلت ليزلي بنزيس الرئيسة السابقة لشركة روكستار نورث على إجازة تفرغ من روكستار في 1 سبتمبر 2014، وفي يناير 2016 أعلنت عن تركها للشركة. وفي 12 أبريل 2016 رفعت بنزيس دعوى قضائيَّة ضدَّ «روكستار» وتيك-تو وطالبت بمبلغ 150 مليون دولار من الإستحقاقات غير المدفوعة. وفي يوليو 2016 أستثمرت شركة تيك-تو في مطور ألعاب الجوال سكوبلي.
في 1 فبراير 2017 أستحوذت الشركة على سوشال بوينت مطور الألعاب الاجتماعيَّة والمتنقلة مقابل حوالي 250 مليون دولار أمريكي ودخلت في صناعة الألعاب المحمولة. وفي نفس الشهر أعلن كلّ من تيك-تو والاتحاد الوطني لكرة السلة عن شراكة لإنشاء «إن بي أي تو كاي ليغ»، وهو دوري مهني للرياضات الإلكترونيَّة على أساس ألعاب «إن بي أي تو كاي»، وأول دوري للرياضات الإلكترونيَّة يُدار بواسطة دوري رياضي محترف. ويتمّ رعاية فرق الدوري جزئيًا بواسطة فرق الاتِّحاد الوطنيّ لكرة السلة الحالية، بحيث تكون هُناك فرق مكافئة للرياضات الإلكترونيَّة لكل فريق من فرق الاتِّحاد الوطنيّ لكرة السلة الثَّلاثينَ المحترفة. وكان من المقرر انطلاق الموسم الافتتاحيّ في مايو 2018.
في 31 مايو 2017 أستحوذت تيك-تو إنترأكتيف على «كيربال سبيس بروجرام». وفي وقتٍ لاحق أعلنت تيك-تو عن تشكيل علامة النشر الخاصّة بريفيت ديفيجن في 14 ديسمبر 2017. وأنشأت «بريفيت ديفيجن» لتمويل ونشر الألعاب عبر استوديوهات تطوير مستقلة متوسطة الحجم، مثل «برنامج كيربال سبيس»، وكانت تخطط لإطلاق أربعة ألعاب من استوديوهات منفصلة.

### 2018 إلى الآن
أكملت الشركة نقل مقرها في نيويورك إلى مساحة تزيد عن 61 ألف قدم مربع في «راينت بارك» في أوائل عام 2018،  ووفقًا لدان هاوسر، تطلبت روكستار جيمز التوسع في المقر المشترك للشركتين، وطلبت من المديرين التنفيذيين في تيك-تو الاٍنتقال إلى الموقع الجديد. وفي 8 مارس 2018 حضر زيلنيك اجتماعًا في البيت الأبيض عقده الرئيس الخامس والأربعون للولايات المتَّحدة دونالد ترامب معَ العديد من الحاضرين الآخرين المُشاركين في صناعة ألعاب الفيديو، وأعضاء الكونغرس، لمناقشة العنف في ألعاب الفيديو في أعقاب إطلاق النار في مدرسة ستونمان دوغلاس الثانوية.
في 9 مارس 2018 أعلنت إس أند بي جلوبال عن إضافة تيك-تو إنترأكتيف إلى إس وبي 500 لتنضم إلى اثنين من ناشري ألعاب الفيديو الرئيسيين الآخرين إلكترونيك آرتس وأكتيفجن بليزارد. وبدأت تيك-تو بإعادة الشراء بحوالي 308 مليون دولار أمريكي من مخزونها استنادًا إلى توقعات مماثلة بأنَّ «ريد ديد ريدمبشن 2» الذي سيصدر في أكتوبر 2018، سيعزز أرباح الشركة بالمثل كما فعلت مع «جراند ثفت أوتو 5.» 
في 29 مارس 2018 عانت الدعوى القضائيَّة التي أقامتها بنزيس ضدَّ روكستار وتيك-تو من انتكاسة كبيرة بعدما نجحت الشركتان في رفضَ 12 إدعاء من أصلٍ 18 إدعاء، على الرغم من أنَ المحكمة قضت بأنَّه «لا يزال يحق لها تلقي بعض الإتاوات» كجزء من التعويض، 
في 2018 فرضت تيك-تو تحذيرًا قانونيًا ضدَّ شركة بنزيس الجديدة «رويال سركس جيمز» (بالإنجليزية: Royal Circus Games)‏، مشيرة إلى تشابه اختصارها (RCG) معَ روكستار جيمز (RSG) باعْتِباره انتهاكًا للملكية الفكرية، ولهذا السبب أعاد بنزيس تسمية شركته إلى Build a Rocket Boy Games في أكتوبر 2018. كما شجبت شركة تيك-تو توظيفهم لموظفي روكستار نورث باعْتِباره تكتيكًا مخادعًا لإنشاء ارتباط بينهم.
وقَّعت تيك-تو مع الاتِّحاد الوطنيّ لكرة السلة على اتفاقية ترخيص لتمديد حقوق تيك-تو لتطوير ألعاب «إن بي أي تو كاي» لسبع سنوات في يناير 2019، فيهِ صفقة بلغت 1٫1 مليار دولار أمريكي، وقدر المحللون أنَ الصفقة تمثل 15٪ على الأقل من عائدات تيك-تو من بيع ألعاب «إن بي أي تو كاي»، وهو أمر غير معتاد لصفقات الترخيص الأخرى، بسببِ الشعبية المُتزايدة للسلسلة.
أنشأت الشركة استوديو يحمل اسمُ العلامة التجاريَّة «تو كاي» في منطقة وادي السيليكون في فبراير 2019، وسيتولى إدارة الاستوديو «مايكل كوندري» الذي كانَ قد عمل مع سلجهمر غيمز وفيسرال غيمز.
في 7 فبراير 2019 تم إنهاء التقاضي رسميًا بين بنزيس معَ تيك-تو. حيثُ نفذت الأطراف المعنية بالقضية تسوية سرية، بموافقة كلّ طرف على تحمل التكاليف والنفقات الخاصّة به.
في مايو 2019 أعلنت روكستار جيمز أستحواذها على «دروفا إنترأكتيف» من «ستاربريز ستوديوز» مقابل 7.9 مليون دولار، وقامت دمج الشركة في روكستار الهند، وأضافت 320 موظفًا إضافيًا إلى الاستوديو.
في سبتمبر 2019 أعلنت روكستار جيمز إطلاقها مشغل ألعاب خاص بها وموزع رقمي وإدارة الحقوق الرقمية وخدمة متعددة اللاعبين واتصالات.
أنشأت شركة تيك-تو "استوديو جديد (أطلق عليهِ لاحقًا "إنرسبت جيمز") تحت القسم الخاص في فبراير 2020، لتولي تطوير "برنامج كيربال سبيس 2". وتضمّن طاقم الاستوديو الجديد أكثر من عشرة أعضاء سابقين في ستار ثيوري غيمز.
أنشأت تيك-تو اتفاقية نشر جديدة معَ اتِّحاد كرة القدم الأميركي في مارس 2020 عبر «تو كاي سبورتس»، لبدء إعادة نشر ألعاب «إن إف إل» بدءًا من 2021، بينما تتعايش سلسلة «مادن» من إلكترونيك آرتس وتبقى اللعبة الرسميَّة لاتحاد كرة القدم الأميركي، ويُطلق على لعبة تو كاي «تجارب ألعاب كرة القدم غير المحاكاة» لتمييزها عن ألعاب إلكترونيك آرتس.
في أغسطس 2020 أعلنت تيك-تو أستحواذها على مطور ألعاب الهاتف المحمول «بلاي دوتس» مقابل 192 مليون دولار نقدًا ومخزونًا معَ توقع اكتمال عملية الاستحواذ في الربع الثالث من عام 2020.
في أكتوبر 2020 أستحوذت تيك تو على «روفيان جيمز» التي تتخذ من مدينة دندي مقراً لها، بعدَ شراكة تطوير غير معلنة استمرت لعام، وبعدَ الاستحواذ أصبحت روفيان جزء من روكستار جيمز مثل روكستار دندي.
عرضت تيك-تو الاستحواذ على كودماسترز في نوفمبر 2020 في صفقة بلغت قيمتها حوالي 973 مليون دولار أمريكي، ووافق مجلس إدارة تيك-تو وكودماسترز على الصفقة. وتفوَّقت شركة إلكترونيك آرتس على عرض تيك تو في ديسمبر 2020، حيثُ عرضت 1٫2 مليار دولار أمريكي (7٫98 دولار أمريكي للسهم)، ووافقت على الاستحواذ على كودماسترز.

## هيكل الشركة
تقع المكاتب التنفيذيَّة لشركة تيك-تو ومقرها الرئيسيّ العالميّ في مدينة نيويورك، فيمَا تدير عملياتها الأوروبيَّة من وندسور بإنجلترا، وعملياتها الآسيويَّة من سنغافورة.
إبتداءاً من 2018 أصبح العمل الأساسي لشركة تيك-تو من خِلال علامتيّ نشر مملوكتين ذاتيًا:
- أولها هي روكستار جيمز ومقرها أيضًا في مدينة نيويورك، وهي متخصصة في تطوير ونشر ألعاب المغامرات والحركة مثل «جراند ثفت أوتو».
- العلامة الثانيَّة هي تو كي جيمز، ومقرها في نوفاتو، كاليفورنيا، وأقسامها الْمُخْتَلِفَةِ منها «تو كاي سبورتس» و«تو كاي بلاي»، حيثُ يعمل قسم «تو كاي سبورتس» على تطوير ونشر ألعاب محاكاة الرياضة في تيك-تو، مثل سلسلة «إن بي أي تو كاي». فيمَا يعمل قسم «تو كاي بلاي» على ألعاب الفيديو المُناسبة للعائلة وَالْأَطْفَالِ التي تنتجها استوديوهات تيك-تو. وإجمالاً تتعامل تو كاي جيمز معَ جميع عمليات الإنتاج الأُخرى من استوديوهات التطوير الداخليَّة لشركة تيك-تو تقريباً، بِالإضافة إلى عناوين من جهات خارجية مختارة مثل سلسلة «بوردرلاندز» التي طورتها غيربوكس سوفتوير.

تملك تيك-تو بريفيت ديفيجن وهي علامة مصممة لِلمُساعدة في نشر وتسويق الألعاب من مطورين مستقلين متوسطي الحجم، مثل «كيربال سبيس بروجرام» التابع لسكواد. وتمتلك مطور ألعاب الهاتف المحمول «سوشال بوينت».
تخلت تيك-تو عن عمليات التصنيع والتوزيع القديمة لصالح النشر الرقمي وتوزيع التجزئة من طرف ثالث. ومنذُ 2016 تأتي ما يقرب من نصف إيرادات الشركة من التوزيع الرقمي، سواء من المبيعات الرقميَّة للألعاب من خِلال أجهزة الكمبيوتر الشخصية أو وحدات التحكم، أو من خِلال تحويل ألعاب الفيديو إلى أجهزة الكمبيوتر ووحدات التحكم والألعاب المحمولة.

### الناشرون
| الاسم         | الموقع                                 | بداية       | مرجع    |
| ------------- | -------------------------------------- | ----------- | ------- |
| تو كي جيمز    | نوفاتو (كاليفورنيا)، الولايات المتحدة. | يناير 2005  | [ 100 ] |
| بريفيت ديفيجن | نيويورك، الولايات المتحدة.             | ديسمبر 2017 | [ 101 ] |
| روكستار جيمز  | نيويورك، الولايات المتحدة.             | ديسمبر 1998 | [ 102 ] |

ناشرون سابقون
| الاسم                          | الموقع                                        | بداية       | نهاية       | مرجع            |
| ------------------------------ | --------------------------------------------- | ----------- | ----------- | --------------- |
| دبل خذ كاريكاتير [الإنجليزية]  | نيويورك، الولايات المتحدة.                    | أكتوبر 2014 | نوفمبر 2016 | [ 103 ] [ 104 ] |
| DVDWave.com                    | بيركيلي (كاليفورنيا)، الولايات المتحدة.       | مارس 1999   | ديسمبر 1999 | [ 105 ] [ 106 ] |
| جازارينج أوف ديفيلوبرز         | مدينة نيويورك، الولايات المتحدة.              | مايو 2000   | ديسمبر 2004 | [ 107 ] [ 108 ] |
| Global Star Software ‏          | مدينة نيويورك، الولايات المتحدة.              | أغسطس 1999  | سبتمبر 2007 |                 |
| ألعاب جوثام [الإنجليزية]       | مدينة نيويورك، الولايات المتحدة.              | يوليو 2002  | ديسمبر 2003 | [ 109 ] [ 110 ] |
| جاك لجميع الألعاب [الإنجليزية] | West Chester, Ohio ‏، الولايات المتحدة.        | أغسطس 1998  | فبراير 2010 | [ 15 ] [ 111 ]  |
| Joytech                        | لندن، إنجلترا                                 | فبراير 1999 | سبتمبر 2007 | [ 112 ] [ 113 ] |
| On Deck Interactive            | دالاس، الولايات المتحدة.                      | مايو 2000   | مارس 2001   | [ 114 ] [ 115 ] |
| Pixel Broadband Studios        | تل أبيب، إسرائيل                              | مارس 2000   | أكتوبر 2000 | [ 116 ] [ 117 ] |
| Take-Two Licensing             | ويستلاك فيلاج (كاليفورنيا)، الولايات المتحدة. | ديسمبر 2003 | يناير 2005  | [ 118 ]         |
| تالون سوفت [الإنجليزية]        | بالتيمور، الولايات المتحدة.                   | ديسمبر 1998 | 2002        | [ 119 ] [ 120 ] |
| Techcorp                       | هونغ كونغ، الصين                              | يوليو 2001  | سبتمبر 2007 | [ 121 ] [ 122 ] |
| Telstar Electronic Studios     | والتون أون تيمز [الإنجليزية]، إنجلترا         | أبريل 1999  | أبريل 1999  | [ 123 ] [ 124 ] |

### مطورون
| الشركة                         | الاسم                          | الموقع                                                | بداية       | مرجع                    |
| ------------------------------ | ------------------------------ | ----------------------------------------------------- | ----------- | ----------------------- |
| تو كي جيمز                     | 2K Chengdu                     | تشنغدو، الصين                                         | يونيو 2011  | [ 125 ]                 |
| تو كي جيمز                     | 2K Vegas                       | لاس فيغاس، الولايات المتحدة.                          | 2006        | [ 126 ]                 |
| تو كي جيمز                     | 31st Union                     | فوستير سيتي (كاليفورنيا)، الولايات المتحدة.           | فبراير 2019 | [ 127 ] [ 128 ] [ 129 ] |
| تو كي جيمز                     | Cat Daddy Games ‏               | كيركلاند (واشنطن)، الولايات المتحدة.                  | 2003        | [ 130 ]                 |
| تو كي جيمز                     | Cloud Chamber ‏                 | نوفاتو (كاليفورنيا)، الولايات المتحدة.                | ديسمبر 2019 | [ 131 ]                 |
| تو كي جيمز                     | ألعاب فيراكسيس                 | سباركس، ماريلاند، الولايات المتحدة.                   | نوفمبر 2005 | [ 132 ]                 |
| تو كي جيمز                     | هانجار 13 (شركة)               | نوفاتو (كاليفورنيا)، الولايات المتحدة.                | ديسمبر 2014 | [ 133 ]                 |
| تو كي جيمز                     | فيجوال كونسبتس                 | نوفاتو (كاليفورنيا)، الولايات المتحدة.                | يناير 2005  | [ 134 ]                 |
| ألعاب قصة الأشباح [الإنجليزية] | ألعاب قصة الأشباح [الإنجليزية] | ويستوود (ماساتشوستس)، الولايات المتحدة.               | فبراير 2017 | [ 135 ]                 |
| Playdots                       | Playdots                       | نيويورك، الولايات المتحدة.                            | سبتمبر 2020 | [ 136 ] [ 137 ]         |
| بريفيت ديفيجن                  | Intercept Games                | سياتل، واشنطون، الولايات المتحدة.                     | فبراير 2020 | [ 138 ] [ 139 ]         |
| روكستار جيمز                   | روكستار دندي                   | دندي، اسكتلندا                                        | أكتوبر 2020 | [ 140 ]                 |
| روكستار جيمز                   | روكستار الهند                  | بنغالور، الهند                                        | أغسطس 2016  | [ 141 ] [ 142 ]         |
| روكستار جيمز                   | روكستار ليدز                   | ليدز، إنجلترا                                         | مارس 2004   | [ 143 ]                 |
| روكستار جيمز                   | روكستار لينكولن                | لينكن (إنجلترا)، إنجلترا                              | يونيو 1998  | [ 144 ]                 |
| روكستار جيمز                   | روكستار لندن                   | لندن، إنجلترا                                         | نوفمبر 2005 | [ 145 ]                 |
| روكستار جيمز                   | روكستار نيو انغلاند            | بالاردفيل، ماساتشوستس [الإنجليزية]، الولايات المتحدة. | أبريل 2008  | [ 146 ]                 |
| روكستار جيمز                   | روكستار نورث                   | إدنبرة، اسكتلندا                                      | سبتمبر 1999 | [ 147 ]                 |
| روكستار جيمز                   | روكستار سان دييغو              | كارلسباد (كاليفورنيا)، الولايات المتحدة.              | نوفمبر 2002 | [ 148 ]                 |
| روكستار جيمز                   | روكستار تورونتو                | أوكفيل (أونتاريو)، كندا                               | يوليو 1997  | [ 149 ]                 |
| سوشال بوينت [الإنجليزية]       | سوشال بوينت [الإنجليزية]       | برشلونة، إسبانيا                                      | يناير 2017  | [ 150 ]                 |

#### مطورون سابقون
| الشركة               | الاسم                            | الموقع                           | البداية     | النهاية     | مرجع            |
| -------------------- | -------------------------------- | -------------------------------- | ----------- | ----------- | --------------- |
| تو كي جيمز           | أستراليا تو كاي [الإنجليزية]     | كانبرا، أستراليا                 | يناير 2006  | أبريل 2015  | [ 151 ] [ 152 ] |
| تو كي جيمز           | الصين تو كاي [الإنجليزية]        | شانغهاي، الصين                   | مايو 2006   | نوفمبر 2015 | [ 125 ] [ 153 ] |
| تو كي جيمز           | تو كي تشيك                       | برنو، التشيك                     | يناير 2008  | 2017        | [ 154 ] [ 155 ] |
| تو كي جيمز           | مارين تو كاي [الإنجليزية]        | نوفاتو، الولايات المتحدة.        | 2007        | أكتوبر 2013 | [ 156 ]         |
| تو كي جيمز           | برنامج مدينة الضفدع [الإنجليزية] | سان فرانسيسكو، الولايات المتحدة. | 2003        | 2006        | [ 157 ]         |
| تو كي جيمز           | إراشينال جيمز                    | كوينسي، الولايات المتحدة.        | يناير 2006  | فبراير 2017 | [ 158 ] [ 159 ] |
| تو كي جيمز           | Magic Pockets                    | تورسي، فرنسا                     | يونيو 2005  | يناير 2007  |                 |
| تو كي جيمز           | PopTop Software                  | فينتون، الولايات المتحدة.        | يوليو 2000  | مارس 2006   | [ 160 ] [ 161 ] |
| تو كي جيمز           | لوس أنجلوس تو كاي [الإنجليزية]   | كاماريلو، الولايات المتحدة.      | يناير 2005  | 2008        | [ 134 ] [ 162 ] |
| تو كي جيمز           | بنيت بشكل مستقل [الإنجليزية]     | سولت ليك، الولايات المتحدة.      | أكتوبر 2004 | أبريل 2006  | [ 163 ] [ 164 ] |
| تو كي جيمز           | PAM Development                  | باريس، فرنسا                     | يونيو 2005  | يونيو 2007  | [ 162 ]         |
| تو كي جيمز           | فينوم جيمز [الإنجليزية]          | نيوكاسل أبون تاين، إنجلترا       | سبتمبر 2004 | يوليو 2008  | [ 162 ]         |
| روكستار جيمز         | روكستار فانكوفر                  | فانكوفر، كندا                    | أغسطس 2002  | يوليو 2012  | [ 149 ] [ 165 ] |
| روكستار جيمز         | روكستار فيينا                    | فيينا، النمسا                    | يناير 2001  | مايو 2006   | [ 166 ] [ 167 ] |
| Take-Two Interactive | GearHead Entertainment           | لاتروب، الولايات المتحدة.        | 1997        | 1999        |                 |
| Take-Two Interactive | Mission Studios                  | اينفرنس، الولايات المتحدة.       | سبتمبر 1996 | 2001        | [ 7 ] [ 168 ]   |

### أُخرى
تشارك تيك-تو معَ الرابطة الوطنية لكرة السلة السيطرة على «إن بي أي تو كاي ليغ» (بالإنجليزية: NBA 2K league)‏ بالتساوي، وهو دوري للرياضات الإلكترونيَّة التنافسية يعتمد على سلسلة «إن بي أي تو كاي».
تمتلك الشركة حصّة أقلية غير معلنة في سكوبلي‏،  وفي السابق كانت تملك حصّة 19.9٪ في بنجي، وحولتها إلى إكس بوكس غيم ستوديوز عند الاستحواذ عليها في عام 2000، مقابل الحصول على حقوق «بانجي أز ميث» و«أوني» وألعاب أُخرى مبنية على «هيلو». وحصلت تيك-تو أيضًا على حصّة 2.3٪ في تويتش، وَالتي تمَّ شراؤها عند استحواذ أمازون على الخدمة في عام 2014، حيثُ تلقت 22 مليون دولار أمريكي من عملية البيع.

## الألعاب المنشورَة
تتضمن هذه القائمة جميع الألعاب التي تمَّ تطويرها بواسطة مطورين خارجيين أو داخليين وتمَّ نشرها بواسطة On Deck Interactive وتيك-تو إنترأكتيف.
| العنوان                                                                                     | المنصة                  | تاريخ الصدور   | المطور                                       | الناشر              | مرجع    |
| ------------------------------------------------------------------------------------------- | ----------------------- | -------------- | -------------------------------------------- | ------------------- | ------- |
| آلاف السنين: أقدار متغيرة ‏                                                                  | إم إس-دوس               | 12 مايو 1995   | تيك-تو إنترأكتيف                             | تيك-تو إنترأكتيف    | [ 173 ] |
| Ripper                                                                                      | إم إس-دوس               | 6 مارس 1996    | تيك-تو إنترأكتيف                             | تيك-تو إنترأكتيف    | [ 174 ] |
| Ripper                                                                                      | تاريخ ماك أو إس         | 6 مارس 1996    | تيك-تو إنترأكتيف                             | تيك-تو إنترأكتيف    | [ 175 ] |
| Maximum Roadkill                                                                            | إم إس-دوس               | 12 مارس 1996   | بيتز ستوديوز                                 | تيك-تو إنترأكتيف    | [ 176 ] |
| باتليكروزر 3000م ‏                                                                           | إم إس-دوس               | 20 سبتمبر 1996 | 3000AD                                       | تيك-تو إنترأكتيف    | [ 177 ] |
| Callahan's Crosstime Saloon                                                                 | إم إس-دوس               | 4 أبريل 1997   | أسطورة الترفيه ‏                              | تيك-تو إنترأكتيف    | [ 178 ] |
| ريب ‏                                                                                        | مايكروسوفت ويندوز       | 6 أغسطس 1997   | هاوسماركو                                    | تيك-تو إنترأكتيف    | [ 179 ] |
| Wheel of Fortune                                                                            | نينتندو 64              | 28 نوفمبر 1997 | جيم تيك                                      | تيك-تو إنترأكتيف    | [ 180 ] |
| Jeopardy!                                                                                   | نينتندو 64              | 25 فبراير 1998 | جيم تيك                                      | تيك-تو إنترأكتيف    | [ 181 ] |
| Scenery Pack for Microsoft Flight Simulator: Great Britain Part 1 for Microsoft Windows '95 | مايكروسوفت ويندوز       | 3 أبريل 1998   | Flight Simulations                           | تيك-تو إنترأكتيف    | [ 182 ] |
| دارك كولوني ‏                                                                                | أنظمة تشغيل ماكينتوش    | 5 مايو 1998    | روكستار تورونتو                              | تيك-تو إنترأكتيف    | [ 183 ] |
| Lula: Virtual Babe                                                                          | مايكروسوفت ويندوز       | 5 مايو 1998    | CDV Software                                 | تيك-تو إنترأكتيف    | [ 184 ] |
| جراند ثفت أوتو (لعبة فيديو)                                                                 | بلاي ستيشن (نظام ألعاب) | 30 يونيو 1998  | Visual Sciences [الإنجليزية]                 | تيك-تو إنترأكتيف    | [ 185 ] |
| عودة مونتيزوما! ‏                                                                            | مايكروسوفت ويندوز       | 30 سبتمبر 1998 | Utopia Technologies                          | تيك-تو إنترأكتيف    | [ 186 ] |
| لولا: الإمبراطورية المثيرة ‏                                                                 | مايكروسوفت ويندوز       | 17 أكتوبر 1998 | Interactive Strip                            | تيك-تو إنترأكتيف    | [ 187 ] |
| محطة الفضاء وادي السيليكون ‏                                                                 | نينتندو 64              | 21 أكتوبر 1998 | روكستار نورث                                 | تيك-تو إنترأكتيف    | [ 188 ] |
| Scenery Pack for Microsoft Flight Simulator: Great Britain Part 2 for Microsoft Windows '95 | مايكروسوفت ويندوز       | 8 ديسمبر 1998  | Flight Simulations                           | تيك-تو إنترأكتيف    | [ 189 ] |
| لاس فيغاس كول هاند ‏                                                                         | غيم بوي                 | 11 ديسمبر 1998 | استوديوهات الرتيلاء [الإنجليزية]             | تيك-تو إنترأكتيف    | [ 190 ] |
| لاس فيغاس كول هاند ‏                                                                         | غيم بوي كولر            | 11 ديسمبر 1998 | استوديوهات الرتيلاء [الإنجليزية]             | تيك-تو إنترأكتيف    | [ 191 ] |
| عودة مونتيزوما! ‏                                                                            | غيم بوي                 | 11 ديسمبر 1998 | Tarantula Studios                            | تيك-تو إنترأكتيف    | [ 192 ] |
| عودة مونتيزوما! ‏                                                                            | غيم بوي كولر            | 11 ديسمبر 1998 | Tarantula Studios                            | تيك-تو إنترأكتيف    | [ 193 ] |
| راتس! ‏                                                                                      | غيم بوي                 | 11 ديسمبر 1998 | Tarantula Studios                            | تيك-تو إنترأكتيف    | [ 194 ] |
| بيوسيس ‏                                                                                     | مايكروسوفت ويندوز       | 16 فبراير 1999 | JumpStart Interactive                        | تيك-تو إنترأكتيف    | [ 195 ] |
| راتس! ‏                                                                                      | غيم بوي كولر            | 10 مارس 1999   | Tarantula Studios                            | تيك-تو إنترأكتيف    | [ 196 ] |
| Alexi Lalas International Soccer ‏                                                           | بلاي ستيشن (نظام ألعاب) | 21 مايو 1999   | Z-Axis ‏                                      | تيك-تو إنترأكتيف    | [ 197 ] |
| هوليوود بينبول ‏                                                                             | غيم بوي كولر            | 1 يونيو 1999   | Tarantula Studios                            | تيك-تو إنترأكتيف    | [ 198 ] |
| منكي هيرو ‏                                                                                  | بلاي ستيشن (نظام ألعاب) | 15 يونيو 1999  | Blam!                                        | تيك-تو إنترأكتيف    | [ 199 ] |
| Scenery Pack for Microsoft Flight Simulator: Great Britain Part 3 for Microsoft Windows '95 | مايكروسوفت ويندوز       | 16 يونيو 1999  | Flight Simulations                           | تيك-تو إنترأكتيف    | [ 200 ] |
| محطة الفضاء وادي السيليكون ‏                                                                 | غيم بوي كولر            | 1 يوليو 1999   | Tarantula Studios                            | تيك-تو إنترأكتيف    | [ 201 ] |
| حياة حشرة (لعبة فيديو)                                                                      | بلاي ستيشن (نظام ألعاب) | 2 يوليو 1999   | ترافيلرز تيلز                                | تيك-تو إنترأكتيف    | [ 202 ] |
| Three Lions/Golden Goal ‏                                                                    | غيم بوي كولر            | 9 يوليو 1999   | Tarantula Studios                            | تيك-تو إنترأكتيف    | [ 203 ] |
| In-Fisherman Bass Hunter 64                                                                 | نينتندو 64              | 30 يوليو 1999  | GearHead Entertainment                       | تيك-تو إنترأكتيف    | [ 204 ] |
| Jim Henson's Muppets                                                                        | غيم بوي كولر            | 12 أكتوبر 1999 | Tarantula Studios                            | تيك-تو إنترأكتيف    | [ 205 ] |
| تاجر السكك الحديدية الثاني ‏                                                                 | بلاي ستيشن (نظام ألعاب) | 1 فبراير 2000  | Tremor Entertainment                         | تيك-تو إنترأكتيف    | [ 206 ] |
| Wetrix+                                                                                     | دريم كاست               | 5 أبريل 2000   | Zed Two Game Design Studio                   | تيك-تو إنترأكتيف    | [ 207 ] |
| قرادج ووريورز ‏                                                                              | بلاي ستيشن (نظام ألعاب) | 27 أبريل 2000  | Tempest Software                             | تيك-تو إنترأكتيف    | [ 208 ] |
| ثورة القوارض ‏                                                                               | مايكروسوفت ويندوز       | 28 أبريل 2000  | ستوديو ليفربول (مطور لعبة فيديو)             | تيك-تو إنترأكتيف    | [ 209 ] |
| أبطال الطيران ‏                                                                              | مايكروسوفت ويندوز       | 2 مايو 2000    | Pterodon ‏ / تو كي تشيك                       | تيك-تو إنترأكتيف    | [ 210 ] |
| Spec Ops: Stealth Patrol                                                                    | بلاي ستيشن (نظام ألعاب) | 5 يونيو 2000   | Runecraft                                    | تيك-تو إنترأكتيف    | [ 211 ] |
| Evo's Space Adventures                                                                      | بلاي ستيشن (نظام ألعاب) | 13 يونيو 2000  | Runecraft                                    | تيك-تو إنترأكتيف    | [ 212 ] |
| Action Bass                                                                                 | بلاي ستيشن (نظام ألعاب) | 14 يوليو 2000  | Vingt-et-un Systems                          | تيك-تو إنترأكتيف    | [ 213 ] |
| قواطع الكرة [الإنجليزية]                                                                    | بلاي ستيشن (نظام ألعاب) | 26 يوليو 2000  | لوست تويز ‏                                   | تيك-تو إنترأكتيف    | [ 213 ] |
| دوق نوكم أدفانس ‏                                                                            | غيم بوي أدفانس          | 12 أغسطس 2000  | توروس غيمز                                   | تيك-تو إنترأكتيف    | [ 214 ] |
| Formula One 2000 ‏                                                                           | غيم بوي كولر            | 4 أكتوبر 2000  | Tarantula Studios                            | تيك-تو إنترأكتيف    | [ 215 ] |
| Death Track Racing                                                                          | مايكروسوفت ويندوز       | 10 أكتوبر 2000 | انتبه للتفاصيل ‏                              | تيك-تو إنترأكتيف    | [ 216 ] |
| Pro Pinball: Fantastic Journey                                                              | بلاي ستيشن (نظام ألعاب) | 17 أكتوبر 2000 | Cunning Developments                         | تيك-تو إنترأكتيف    | [ 217 ] |
| كيو بول: سيد البلياردو ‏                                                                     | بلاي ستيشن 2            | 26 أكتوبر 2000 | Ornith Studio                                | تيك-تو إنترأكتيف    | [ 218 ] |
| بوجدوم ‏                                                                                     | مايكروسوفت ويندوز       | 27 أكتوبر 2000 | Contraband Entertainment                     | On Deck Interactive | [ 219 ] |
| KISS: Psycho Circus – The Nightmare Child [الإنجليزية]                                      | دريم كاست               | 29 أكتوبر 2000 | Tremor Entertainment                         | تيك-تو إنترأكتيف    | [ 220 ] |
| Motocross Mania                                                                             | مايكروسوفت ويندوز       | 31 أكتوبر 2000 | Deibus Studios                               | On Deck Interactive | [ 221 ] |
| The Devil Inside ‏                                                                           | مايكروسوفت ويندوز       | 31 أكتوبر 2000 | كراي إنتراكتيف                               | تيك-تو إنترأكتيف    | [ 222 ] |
| Ball Breakers                                                                               | مايكروسوفت ويندوز       | 3 نوفمبر 2000  | Broadsword Interactive                       | تيك-تو إنترأكتيف    | [ 223 ] |
| Soul Ride                                                                                   | مايكروسوفت ويندوز       | 4 نوفمبر 2000  | Slingshot Game Technology                    | On Deck Interactive | [ 224 ] |
| Ball Breakers                                                                               | دريم كاست               | 24 نوفمبر 2000 | Broadsword Interactive                       | تيك-تو إنترأكتيف    | [ 225 ] |
| Sheep ‏                                                                                      | مايكروسوفت ويندوز       | 29 نوفمبر 2000 | Minds Eye Productions                        | تيك-تو إنترأكتيف    | [ 226 ] |
| Lemmings & Oh No! More Lemmings                                                             | غيم بوي كولر            | 20 ديسمبر 2000 | J-Wing Co.                                   | تيك-تو إنترأكتيف    | [ 227 ] |
| Aqua GT                                                                                     | دريم كاست               | 22 ديسمبر 2000 | Promethean Designs                           | تيك-تو إنترأكتيف    | [ 228 ] |
| The Ward                                                                                    | مايكروسوفت ويندوز       | 22 يناير 2001  | Fragile Bits                                 | On Deck Interactive | [ 229 ] |
| Aqua GT                                                                                     | بلاي ستيشن (نظام ألعاب) | 26 يناير 2001  | Promethean Designs                           | تيك-تو إنترأكتيف    | [ 230 ] |
| UEFA Champions League Season 2000/2001                                                      | بلاي ستيشن (نظام ألعاب) | 9 فبراير 2001  | Silion Dreams Studio ‏                        | تيك-تو إنترأكتيف    | [ 231 ] |
| داركسون ‏                                                                                    | بلاي ستيشن (نظام ألعاب) | 1 مارس 2001    | دلفين سوفتوير انترناشيونال ‏                  | تيك-تو إنترأكتيف    | [ 232 ] |
| أوت لايف (لعبة فيديو)                                                                       | مايكروسوفت ويندوز       | 19 مارس 2001   | Continuum Entertainment                      | تيك-تو إنترأكتيف    | [ 233 ] |
| قبلة الكرة والدبابيس ‏                                                                       | مايكروسوفت ويندوز       | 25 أبريل 2001  | Wildfire Studios                             | On Deck Interactive | [ 234 ] |
| قبلة الكرة والدبابيس ‏                                                                       | بلاي ستيشن (نظام ألعاب) | 25 أبريل 2001  | Tarantula Studios                            | تيك-تو إنترأكتيف    | [ 235 ] |
| Spec Ops: Ranger Elite                                                                      | بلاي ستيشن (نظام ألعاب) | 26 أبريل 2001  | Runecraft                                    | تيك-تو إنترأكتيف    | [ 236 ] |
| Spec Ops: Covert Assault                                                                    | بلاي ستيشن (نظام ألعاب) | 28 يونيو 2001  | Runecraft                                    | تيك-تو إنترأكتيف    | [ 237 ] |
| Motocross Mania                                                                             | بلاي ستيشن (نظام ألعاب) | 9 يوليو 2001   | Deibus Studios                               | تيك-تو إنترأكتيف    | [ 238 ] |
| آلة الشركة ‏                                                                                 | مايكروسوفت ويندوز       | 14 يوليو 2001  | Stardock Entertainment ‏                      | تيك-تو إنترأكتيف    | [ 239 ] |
| أزمة المدينة ‏                                                                               | بلاي ستيشن 2            | 18 يوليو 2001  | Syscom Entertainment                         | تيك-تو إنترأكتيف    | [ 240 ] |
| رون (لعبة فيديو) ‏                                                                           | بلاي ستيشن 2            | 28 يوليو 2001  | استوديوهات رأس الإنسان                       | تيك-تو إنترأكتيف    | [ 241 ] |
| Green Berets: Powered by Myth II                                                            | مايكروسوفت ويندوز       | 30 يوليو 2001  | تيك-تو إنترأكتيف                             | تيك-تو إنترأكتيف    | [ 242 ] |
| Green Berets: Powered by Myth II                                                            | أنظمة تشغيل ماكينتوش    | 30 يوليو 2001  | تيك-تو إنترأكتيف                             | تيك-تو إنترأكتيف    | [ 242 ] |
| MTV Total Request Live Trivia                                                               | مايكروسوفت ويندوز       | 15 أغسطس 2001  | Hyptonix                                     | تيك-تو إنترأكتيف    | [ 243 ] |
| تانغ تانغ ‏                                                                                  | غيم بوي أدفانس          | 28 أغسطس 2001  | GameVision Corporation                       | تيك-تو إنترأكتيف    | [ 244 ] |
| Gadget Tycoon                                                                               | مايكروسوفت ويندوز       | 19 سبتمبر 2001 | مونتي كريستو                                 | تيك-تو إنترأكتيف    | [ 245 ] |
| القوطية المريخية: التوحيد ‏                                                                  | بلاي ستيشن (نظام ألعاب) | 4 نوفمبر 2001  | Coyote Developments                          | تيك-تو إنترأكتيف    | [ 246 ] |
| مخفي وخطير ‏                                                                                 | بلاي ستيشن (نظام ألعاب) | 23 نوفمبر 2001 | Tarantula Studios                            | تيك-تو إنترأكتيف    | [ 247 ] |
| Saltwater Sportfishing                                                                      | بلاي ستيشن (نظام ألعاب) | 28 نوفمبر 2001 | كورسوفت ‏                                     | تيك-تو إنترأكتيف    | [ 248 ] |
| UEFA Champions League Season 2001/2002                                                      | مايكروسوفت ويندوز       | 1 فبراير 2002  | ستوديو سيليكون دريمز ‏                        | تيك-تو إنترأكتيف    | [ 249 ] |
| UEFA Champions League Season 2001/2002                                                      | بلاي ستيشن 2            | 1 فبراير 2002  | ستوديو سيليكون دريمز ‏                        | تيك-تو إنترأكتيف    | [ 250 ] |
| مول التاجر ‏                                                                                 | مايكروسوفت ويندوز       | 4 فبراير 2002  | تصميم شامل                                   | تيك-تو إنترأكتيف    | [ 251 ] |
| Emergency 2: The Ultimate Fight for Life                                                    | مايكروسوفت ويندوز       | 8 أبريل 2002   | Sixteen Tons Entertainment                   | تيك-تو إنترأكتيف    | [ 252 ] |
| Big Bass Fishing                                                                            | بلاي ستيشن (نظام ألعاب) | 3 مايو 2002    | كورسوفت ‏                                     | تيك-تو إنترأكتيف    | [ 253 ] |
| Loco-Commotion                                                                              | مايكروسوفت ويندوز       | 8 سبتمبر 2002  | Plastic Reality Technologies / Fanatic Games | تيك-تو إنترأكتيف    | [ 254 ] |
| بروجكت زيرو 3: ذا تورمنتد                                                                   | بلاي ستيشن 2            | 24 فبراير 2006 | تيكمو                                        | تيك-تو إنترأكتيف    | [ 255 ] |

## روابط خارجية
- تيك-تو إنترأكتيف على موقع IMDb (الإنجليزية)
- الموقع الرسميّ للشركه
- Take-Two Interactive entry at موبي جيمز